# آجنقان
آجِنْقانُ أو آجِنْكان، قرية تاريخيَّة من قرى سَرْخَس. يُنسب إليها أبو الفضل محمد بن عبد الواحد الآجنْقاني.

### فهرس المنشورات
1. ↑  الحموي (1977)، ج. 1، ص. 51.

### معلومات المنشورات كاملة
الكتب مرتبة حسب تاريخ النشر
- ياقوت الحموي (1977)، معجم البلدان (ط. 1)، بيروت: دار صادر، OCLC:1014032934، QID:Q114913343